# 马家坝乡
马家坝乡，是中华人民共和国四川省广元市朝天区曾经下辖的一个乡。2019年12月，撤销马家坝乡、青林乡，设立水磨沟镇，以原马家坝乡和原青林乡所属行政区域为水磨沟镇的行政区域，水磨沟镇人民政府驻红坪路2号。

## 行政区划
马家坝乡撤销前下辖以下地区：
枫香村、得胜村、永红村、卫东村、七一村、险峰村、柏林村和五七村。